# جاده ای۱۳۰
جاده ای۱۳۰ (به انگلیسی: A130 road) یکی از جاده‌های کشور انگلستان است.
این جاده از روستای لیتل والتهام شروع و در جزیره کانوی در شهرستان اسکس به پایان می‌رسد، طول این جاده ۳۹٫۳ کیلومتر است.